# Owen Gleiberman
Owen Gleiberman es un crítico de cine estadounidense para Entertainment Weekly, puesto que ocupa desde el lanzamiento de la revista en 1990. Desde 1981 hasta 1989, trabajó en el Boston Phoenix.
Gleiberman se graduó en la Universidad de Míchigan. Su trabajo ha sido publicitado en Premiere y Film Comment, y recogido en la antología de crítica del cine Love and Hisses. Gleiberman Gleiberman revisa películas para National Public Radio y para el NY1 canal de noticias de televisión. Es miembro del New York Film Critics Circle. Es uno de los críticos presentados en el documental de 2009 de Gerald Peary, For the Love of Movies: The Story of American Film Criticism.
Ha sido criticado por su parcialidad al evaluar las películas europeas, para ello un lenguaje inteligente, pero falto de empatía o profesionalidad. También se ha puesto en entredicho debido a que se plantea que antepone su postura ideológica a las críticas es el caso de la película "Sound of Freedom"

"...supongamos que, como yo, no eres un teórico de la conspiración fundamentalista de derecha que busca una película de suspenso oscura y basada en la fe para ver durante el fin de semana festivo. Incluso entonces, no es necesario tener creencias extremas para experimentar “Sonido de libertad”